# Erichsonella isabelensis
Erichsonella isabelensis is een pissebed uit de familie Idoteidae. De wetenschappelijke naam van de soort is voor het eerst geldig gepubliceerd in 1951 door Menzies.